# Gennady Spirin
Gennady Konstantinovich Spirin (né le 25 décembre 1948) est un illustrateur russe de littérature d'enfance et de jeunesse. son prénom est parfois orthographié Gennadij.

## Biographie
Il fait ses études à l'École de peinture, de sculpture et d'architecture de Moscou. 
En 1991, il s'installe aux États-Unis.
Il illustre de nombreux textes d'auteurs classiques russes, des contes traditionnels européens et américains. Il a aussi illustré un conte pour enfants écrit par Madonna et un album écrit par Julie Andrews.
Une critique des Kirkus Reviews apprécie ses illustrations à l'aquarelle immédiatement reconnaissables.

## Œuvres traduites en français
- Nicolas Gogol, La foire annuelle de Sorotchintsy, éditions du Sorbier, 1990  (ISBN 9782732032313)
- Nicolas Gogol, Le Nez, éditions du Sorbier, 1992  (ISBN 978-2732032962)
- Anton Tchekhov, Kachtanka, Le Sorbier, 1994  (ISBN 9782732033792)
- Ann Keay Beneduce d'après Jonathan Swift, Les aventures de Gulliver à Lilliput, Gautier-Languereau, 1994  (ISBN 978-2013904223)
- La Princesse qui ne riait jamais, Le Sorbier, 1995  (ISBN 9782732032467)
- D'après Alexandre Pouchkine, Le Tsar Saltan, éditions du Sorbier, 1995  (ISBN 978-2732034232)
- Antoni Pogorelski, La Petite Poule noire, Albin Michel Jeunesse, 2003  (ISBN 9782226141255)
- Madonna, Yakov et les Sept Voleurs, Gallimard Jeunesse, 2004  (ISBN 978-2070559411)
- Julie Andrews Edwards et Emma Walton Hamilton, Le cadeau de Siméon, Gautier-Languereau, 2004  (ISBN 978-2013929332)
- Ann Keay Beneduce, Jack et le Haricot magique, Hachette Jeunesse, 2004  (ISBN 978-2013910057)
- Ann Keay Beneduce, Moïse, Gautier-Languereau, 2005  (ISBN 978-2013911108)
- Léon Tolstoï, Philipok, Gautier-Languereau, 2007  (ISBN 978-2013913294)
- L'Arche de Noé, Le Sorbier, 2009  (ISBN 9782732039626)
- Frères Grimm, Neige-Blanche et Rose-Rouge, Gautier-Languereau, 2010  (ISBN 978-2013932981)
- L'Oiseau de feu, Gautier-Languereau, 2010  (ISBN 978-2013932974)

## Récompenses
- Pomme d'Or de Bratislava en 1983 pour Marissa and the Gnomes[1]
- Prix international de Catalogne en 1995 pour Kashtanka d'Anton Tchekhov[1]